# 傑克·羅賓遜 (足球運動員)
傑克·羅賓遜（英語：Jack Robinson，1993年9月1日—）是一名英格蘭足球運動員，出生於英格蘭柴郡沃靈頓，場上司職邊後衛。羅賓遜出身利物浦青訓系統，現時效力英超球隊錫菲聯。

## 球員生涯

### 球會
利物浦
羅賓遜於9歲時加入利物浦的青訓系統，於2010年5月9日英超聯賽利物浦對赫爾城的比賽中以後備身份入替賴恩·巴布時出創出當時球會最年輕球員出場紀錄，當時羅賓遜年齡是16歲加250日。
外借狼隊和黑池
2013年2月19日，英冠球會狼隊向利物浦借用羅賓遜至球季結朿。
2013年8月1日，英冠球會黑池借用羅賓遜一個球季。
昆士柏流浪及外借哈德斯菲爾德
2014年8月28日，於大量外援加盟母會後晉身一隊的機會漸淡，羅賓遜轉投新升英超的昆士柏流浪，簽約四年，隨即被外借到英冠的哈德斯菲爾德一個球季。

### 國家隊
羅賓遜曾代表英格蘭參賽各級不同年齡的青少年國際賽。